# 이형국
이형국(李衡國 1883년 12월 12일 ~ 1937년 3월 27일)은 일제 강점기 독립운동가이다. 본관은 고성(固城). 안동 출신. 백부는 임시정부 초대 국무령 이상룡(李相龍)이며 부친은 안동에서 3.1운동을 했던 이상동(李相東)이다. 자는 시윤(時尹), 호는 창해(滄海). 1990년 대한민국 건국훈장 애족장이 추서되었다.

## 생애
1883년 경상북도 안동 월곡면 월곡동(현 와룡면 도곡리)에서 출생했다. 안동에서 최초 만세운동을 벌인 이상동(李相東)의 아들이자, 석주 이상룡(石洲 李相龍)의 조카이다. 1911년 이상룡과 함께 만주로 망명했다. 신흥강습소를 수료하고 만주 독립운동기지인 경학사 설립에 참여했다.
흉년으로 재정이 어려워진 경학사의 운영자금을 조달키 위해 국내로 파견되었다. 경기, 충청, 경상도 지방을 돌며 군자금을 모집하는 한편, 신흥사(新興社)라는 비밀결사단체를 조직해 활동하다가 일본 경찰에 체포됐다. 1915년 9월 20일 경성지방법원(京城地方法院)에서 군자금 모집 및 치안방해 혐의로 징역 7월형을 언도 받고 서대문형무소에서 복역했다. 출옥 후 다시 만주로 건너가 부민단(扶民團) 및 한족회(韓族會)에서 활동했다.
1919년 백부 이상룡이 안동 임청각의 종손(宗孫) 임무를 대행해줄 것을 부탁하자 국내로 들어왔다. 그후 임청각 건물을 이용해 동흥학교를 설립하는 한편, 월곡면의 복천서당을 동명학교로 개편하는 등 청년교육에 힘썼다. 1927년 신간회 안동지회를 조직해 선전부 총무간사와 교육부장으로 활동하다가 1931년 사망했다. 1990년 대한민국 건국훈장 애족장이 추서됐다.
부친 이상동과 동생 이운형이 각각 기독교 장로와 목사가 된 영향으로 한문 성경을 탐독하는 등 기독교에 열린 자세를 보였으나, 본인은 개종하지 않았다.

## 가계
- 부친 : 이상동(李相東)
  - 배우자 : 배화윤(裵花潤)
    - 아들 : 이중화(李重華)
      - 손자 : 이덕진 (李德鎭)

  - 동생 : 이운형(李運衡)
- 백부 : 이상룡(李相龍)
  - 사촌 : 이준형(李濬衡)
    - 당질: 이병화(李炳華)
- 숙부 : 이봉희(李鳳羲)
  - 사촌 : 이광민(李光民)
  - 사촌 : 이광국(李光敏)
- 종조부 : 이승화(李承和)

## 참고 자료
- 서중석 《신흥무관학교와 망명자들》 2001
- 이종서 《군자불기의 임청각, 안동 고성이씨 종가》2016
- 허은 《아직도 내 귀엔 서간도 바람소리가》 2010
- 국가보훈처
- 경상북도독립운동기념관
- 디지털안동문화대전
- 유교넷 (안동)독립운동가 700인